# Pontificio comitato di scienze storiche
Il Pontificio comitato di scienze storiche (in latino Pontificius Comitatus pro Scientiis Historicis) è un organismo della Curia romana, fondato il 7 aprile 1954 per decisione di papa Pio XII.

## Storia
Il 7 aprile 1954 papa Pio XII decide di fondare formalmente questo organismo della Santa Sede. Questa istituzione è, infatti, una continuazione della Commissione cardinalizia per gli studi storici fondata da papa Leone XIII con la lettera apostolica Saepenumero considerantes del 18 agosto 1883.
Questa commissione aveva per mandato di contribuire allo sviluppo e alla corretta utilizzazione delle scienze storiche, specialmente nell'ultimo decennio dell'Ottocento, quando veniva aperto agli studiosi l'Archivio Segreto Vaticano. Al 1938 risale l'adesione della Santa Sede al Comitato internazionale di scienze storiche (Comité International des Sciences Historiques, CISH).
L'anno 2004, cinquantenario di fondazione, ha offerto un'importante occasione per far emergere il contributo fornito dal Comitato alle discipline storiche.

## Funzioni
L'opera del comitato si caratterizza per l'attenzione riservata al patrimonio archivistico ecclesiastico,e, specialmente, agli archivi vaticani.
Il suo contributo si è allargato anche alla cooperazione con enti e istituzioni ecclesiastiche ed extraecclesiali, particolarmente a livello internazionale.
Un esempio dell'operato può essere riassunto qui in diversi punti:
- organizzazione e partecipazione a numerosi convegni e incontri di studio;
- revisione dei dati storici dell'Annuario Pontificio (serie dei sommi pontefici, sedi episcopali residenziali e titolari);
- composizione del martirologio;
- collaborazione per iniziative scientifiche sovranazionali (UNESCO);
- sostenere e stimolare con svariati mezzi didattici (stage di studio, bandi di concorso) lo sviluppo dello studio delle discipline umanistiche (specialmente latino e greco).

## Cronotassi

### Presidenti
- Presbitero Pio Paschini (1954 - 20 agosto 1962 nominato vescovo titolare di Eudossiade)
- Presbitero Michele Maccarrone (1963 - 1989 dimesso)
- Monsignore Victor Saxer (1989 - 1998 dimesso)
- Monsignore Walter Brandmüller (13 giugno 1998 - 3 dicembre 2009 ritirato)
- Presbitero Bernard Ardura, O. Praem. (3 dicembre 2009 - 14 settembre 2023 ritirato)
- Presbitero Marek Andrzej Inglot, S.I., dal 14 settembre 2023

### Segretari
- Presbitero Michele Maccarrone (1954 - 1963 nominato presidente del medesimo dicastero)
- Monsignore José Ruysschaert (1963 - 1973 dimesso)
- Monsignore Amato Pietro Frutaz (1973 - 1980 dimesso)
- Presbitero Raffaele Farina, S.D.B. (1981 - 1989 dimesso)
- Presbitero Vittorino Grossi, O.E.S.A. (1989 - 2002 dimesso)
- Presbitero Cosimo Semeraro, S.D.B. (16 novembre 2002 - 16 maggio 2013 ritirato)
- Monsignore Luigi Michele de Palma (16 maggio 2013 - 20 aprile 2023 cessato)
- Dottore Pierantonio Piatti, dal 20 aprile 2023

### Assessori
- Vescovo Enrico dal Covolo, S.D.B., dal 18 dicembre 2018
- Vescovo Sergio Pagano, B., dal 5 luglio 2024

### Delegati
- Vescovo Carlos Alberto de Pinho Moreira Azevedo, dal 3 dicembre 2022